# Gościeradów (Kraśnik)
Pour les articles homonymes, voir Gościeradów.
Gościeradów (prononciation : [ɡɔɕt͡ɕeˈraduf]) est un village polonais de la gmina de Gościeradów dans le powiat de Kraśnik de la voïvodie de Lublin dans l'est de la Pologne.
Le village est le siège administratif (chef-lieu) de la gmina appelée gmina de Gościeradów .
Il se situe à environ 17 kilomètres à l'ouest de Kraśnik (siège du powiat) et 59 kilomètres au sud-ouest de Lublin (capitale de la voïvodie).
Le village comptait approximativement une population de 960 habitants en 2006.

## Histoire
De 1975 à 1998, le village est attaché administrativement à la voïvodie de Tarnobrzeg.

Depuis 1999, il fait partie de la voïvodie de Lublin.